# Бурмайстер, Кристфрид
Кристфрид Бурмайстер (эст. Christfried Burmeister), позже Пуурмейстер (эст. Puurmeister; 26 мая 1898, Ревель — 12 июля 1965, Брадфорд, Англия) — эстонский конькобежец, участник зимних Олимпийских игр 1928 года.

## Карьера
В период с 1917 по 1928 годы семь раз становился чемпионом Эстонии. Бурмайстер занимался и другими видами спорта. В частности, он является пятикратным чемпионом Эстонии по хоккею с мячом, а также побеждал в прыжках с шестом и легкоатлетической эстафете 4 по 100 метров.
На зимних Олимпийских играх 1928 года занял 15-е место на дистанции 500 метров, а также стал 19-м на 1500 метрах и 24-м на 5000 метрах.
Бурмайстер был заявлен и для участия в соревнованиях по конькобежному спорту на зимних Олимпийских играх 1924 года в Шамони, но позже заявку отозвали. Эстонское спортивное руководство не отправило сообщение о его отзыве организаторам Олимпиады, поэтому флаг Эстонии был представлен на церемонии открытия, а на параде атлетов его нёс местный болельщик.
После окончания спортивной карьеры был служащим в Таллинской конторе газо- и водоснабжения.

### Личные рекорды
| Дистанция | Время   | Дата и место            |
| --------- | ------- | ----------------------- |
| 500 м     | 45,90   | 19 января 1928, Таллин  |
| 1 500 м   | 2.29,5  | 27 января 1923, Таллин  |
| 5 000 м   | 9.19,2  | 1 марта 1924, Хельсинки |
| 10 000 м  | 18.44,0 | 1923                    |